# Karl Steinhuber
Karl Steinhuber (* 1. Mai 1906 in Linz, Oberösterreich; † November 2002) war ein österreichischer Kanute.
Er gewann bei den Olympischen Sommerspielen 1936 in Berlin eine Silbermedaille. Zusammen mit Viktor Kalisch wurde Steinhuber im Zweier-Kajak über 10.000 Meter von den Deutschen Ludwig Landen und Paul Wevers um zwanzig Sekunden geschlagen, die österreichische Mannschaft verwies aber das schwedische Team um über eine Minute Vorsprung auf den dritten Platz.
Steinhuber war von Beruf Schneidermeister. Trotz einer leichten Behinderung trieb er bis ins hohe Alter Sport.